# Фоменко, Сергей Николаевич
Серге́й Никола́евич Фоме́нко (укр. Сергій Миколайович Фоменко; род.19 марта 1972, Васильков, Украина), более известный под сценическим псевдонимом Фома — украинский певец, гитарист, композитор и автор песен. Фронтмен и лид-вокалист украинской фолк-рок-группы «Мандры». Заслуженный артист Украины (2005). Народный артист Украины (2018).

## Биография
Сам о себе он говорит так: «Родился под созвездием Рыб в год Крысы» в марте 1972 года. В детстве думал: «Или стану водителем, или артистом».
В подростковом возрасте научился играть на баяне и гитаре, пел, писал песни и рассказы. Путешествовал автостопом по крупным городам Украины, Беларуси, восточной Балтики и России. После многолетних странствий вернулся в Киев. Работал дворником в Киево-Печерской лавре, Софиевском соборе, гардеробщиком Археологического музея, работником сцены в театре, ведущим радиопрограмм.
Когда учился в школе, был русскоговорящим, но с 23 года сознательно перешел на украинский.
Среди увлечений — творчество писателей Гоголя, Булгакова, Георга Тракля, художников Шагала, Пиросманишвили, Марии Примаченко, режиссеров Параджанова, Бергмана, Вима Вендерса.
Любимые исторические личности - Будда, Григорий Сковорода, Александр Вертинский . Любимые герои из книг - Гекльберри Финн и Дон Кихот.
Фоме нравится эстрада 70-х годов – Ивасюк, Билаш, из иностранных исполнителей – Челентано, Синатра, Марлен Дитрих, Эдит Пиаф. Он слушает очень разную музыку (Eminem, регги, «Братья Гадюкины», украинские этнические диски, например: Тарас Компаниченко, «Аквариум», «Кино», Жанна Агузарова, «Tequilajazzz», Мамонов, воспринимает всю музыку. В хороших отношениях со «Скрябином», «Тартаком», Марией Бурмакой.
Хобби – велосипед и рисование, иногда рисует маслом «наивные сюжеты», большие картины и портреты. Вместе со своими картинами-героями Фома сыграл роль художника в фильме молодого режиссера Сергея Наталушка «Искушение». То, что делает Фома-художник, искусствоведы называют «урбанистический наив».
Больше всего в жизни Фома ценит внутреннюю свободу.
Живёт и работает в Киеве. Женат, жена Надежда Максименко. У Сергея и его жены Надежды трое детей, два сына — Ява-Константин и Тимофей и дочь.

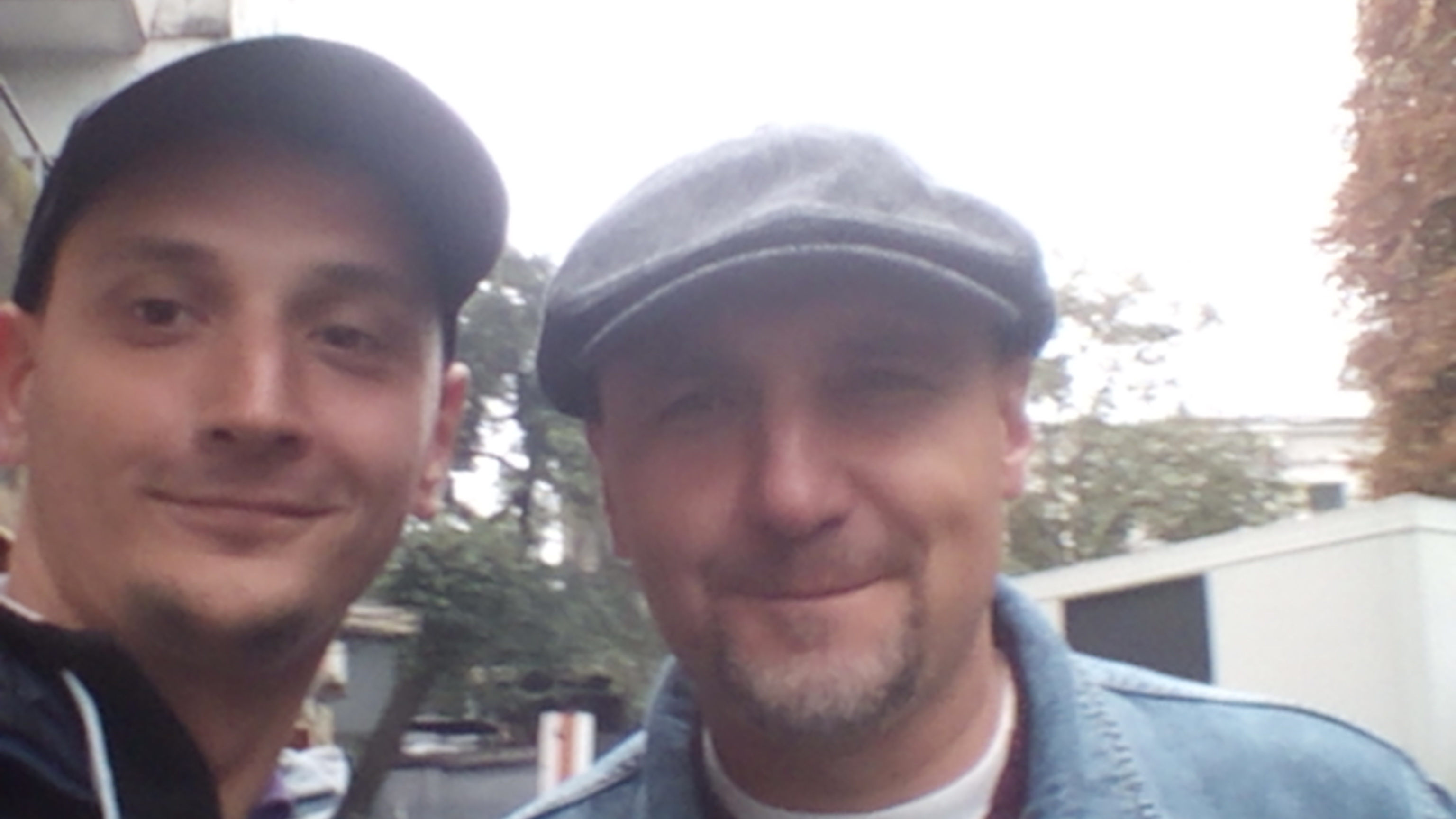
На съёмках фильма Гора кисточек

## Музыкальная карьера
Зимой 1990 года, Фома впервые появился на сцене киевского рок-фестиваля «Елки-палки»-90, организованного популярной музыкальной страницей «Фонограф» газеты «Молодая гвардия». Он вывел свой первый состав группы «День умирает рано». Запомнился Фома меланхолично-печальными песнями и нездешними, самоуглубленными образами, у него в жизни тогда был очень трудный период и он фактически исповедовался через песни и искал поддержки. Его группа «День умирает рано» некоторое время существовала, делала записи и концертировала. Благодаря творческой формации «День умирает рано» Фома становится известен в музыкальном андеграунде Киева. У Фомы был сольный проект, а также играл в группе «Ярн» и с Иваном Москаленко (он же диджей Дербастлер) записал три общих альбома.
А уже 1997, Фома - гитара, вокал, Александр Кохановский - бас и Олег Воробьев - перкуссия, создают группу «Мандры», звучание которой было преимущественно акустическим.
Через несколько месяцев выходит первый магнитоальбом, записанный на студии "Астероид" (однако песни были записаны в атмосфере поспешности, что оставило отпечаток на качестве альбома). В августе 1998 г. выходит в свет первый видеоклип на песню «Романсеро о нежной королеве» (режиссер Антон Трофимов), который быстро поднялся на почетные ступени музыкальных видео-чартов Украины, а уже в сентябре на Первом Всеукраинском конкурсе музыкального видео вошел в тройку лучших и был признан одним из лучших в номинации «режиссура». В декабре 1998г. выходит первый CD — сингл группы «Мандры». В течение 1998 года «Мандры» с концертами посещают Львов, Днепропетровск, Херсон, Донецк, Минск и концертируют в Киеве.
В феврале 1999 года на национальном телеканале "1+1" состоялась премьера второго видеоклипа на песню "Картата рубашка". Весной этого же года в Будапеште группа посетила фестиваль, посвященный 50-летию Европейского Союза. А летом «Мандры» выступают на международных фестивалях «Rock-Киев» в Киеве, «Pepsi-Sziget» в Будапеште и «Славянский Базар» в Витебске. Апрель 2000 года— «Мандры» презентуют CD — альбом «Романсеро о нежной королеве» и видеоклип «Русалки».
В июне 2000 года «Мандры» принимают участие в Международном фестивале украинской культуры в Сопоте (Польша). Сентябрь 2000 года – группа принимает участие в фестивале «Рок-экзистенция».
В ноябре 2000 г. группа представит макси-сингл «Русалки». В мае 2001 года группа гастролирует по городам Польши (Вроцлав, Варшава, Краков, Щецин, Гливице, Белосток, Ольштын, Сопот, Люблин). В начале ноября 2001 года компанией "Creon Music" во Франции был издан компакт-диск — сборник «Украинский рок», в который вошли несколько песен группы «Мандры». Март 2002 года — по телеэкранам Украины идет ротация видеоклипа на песню «Дочь мельника». 19 мая 2002 года «Путешествия», вместе с группой музыкальных коллективов и исполнителей, представлявших современную украинскую молодежную культуру, дают концерт в одном из самых престижных клубов Лондона «Hippodrome» (концерт состоялся в рамках Фестиваля украинской культуры в Великобритании). В конце сентября 2002 г. на украинском телеканале состоялась премьера анимационного видеоклипа группы на песню "Орися".
17 октября 2002 года «Мандры» презентовали слушателям свой новый альбом под названием «Легенда об Иванке и Одарке». 17 мая 2003 году в Киеве «Мандры» принимают участие в международном фестивале, посвященном Дню Объединенной Европы. В октябре 2003 года на всеукраинском музыкальном канале М1 состоялась премьера нового музыкального клипа группы на песню «Ветре цыгане». Весной 2004 года появляется новая видеоработа на песню «Калина». 14 июля 2004 г. группа принимает участие в первом международном этнофестивале «Країна мрій» . Осенью 2004 г. музыканты группы становятся активными участниками Оранжевой революции (песня «Не спи, моя родная земля» беспрестанно звучит на столичном Майдане).
10 июля 2005 года группа выступает на втором этнофестивале «Країна мрій», а в сентябре - На киевской «Рок-экзистенции». 1 февраля 2006 года, в свет выходит третий полноценный компакт-диск группы - "Дорогая". Весной 2006-го на телеэкраны вышли две видеоработы «Мандрив» — «Не спи, моя родная земля» и «Любовь» (написана специально к короткометражному фильму «Кристина и Денис танцуют танец бочков» из серии «Любовь» — это…», где Фома сыграл одну из ролей.
В 2006 году группа отыграла более ста концертов. Под влиянием путешествий по Португалии у Фомы родилась «Рио Рита». 28 июня 2008 года группа отыграла на фестивале «Golden Maple» в Торонто. В июле группа принимает участие в фестивале украинской культуры "Сопот 2008". В январе 2008 года группа дает концерт для миротворческого батальона в Приштине (Косово).
Группа играет музыку в стиле Мандры: это не просто фольк. Группа использует различные музыкальные стили: и рок, и эстраду, и фольклор, смешивает все в эдакую историю, которая называется Мандри. «Путешествия» создают собственный стиль, ни на что не похожий.

## Благотворительность
Сергей Фоменко активно поддерживает разнообразные благотворительные проекты в Украине, выступает на благотворительных концертах. Является членом Наблюдательных советов Национального конкурса «Благотворитель года» и Всеукраинской благотворительной организации «Ассоциация благотворителей Украины»